# Yannis Mbombo
Yannis Mbombo Lokwa (Brussel, 8 april 1994) is een Congolees-Belgische voetballer die bij voorkeur als aanvaller speelt. Hij stroomde in 2013 door vanuit de jeugd van Standard Luik. Dat verhuurde hem gedurende het seizoen 2014-2015 aan AJ Auxerre.

## Carrière

### Jeugd
Mbombo speelde in de jeugd van RSC Anderlecht, waar hij deel uitmaakte van een generatie bestaande uit onder anderen Junior Malanda, Tika Musonda, Adnan Januzaj, gecoacht werd door Yannick Ferrera. Als tiener belandde hij bij Standard Luik.

### Standard Luik
Op 12 december 2013 maakte Mbombo onder coach Guy Luzon zijn debuut voor Standard. Hij mocht toen in de Europa League in de basis starten tegen IF Elfsborg. Na een half uur opende hij de score via een afstandsschot.

## Statistieken[1]
| Seizoen | Club            | Land               | Competitie         | Competitie | Competitie | Beker | Beker | Supercup | Supercup | Europees | Europees | Totaal | Totaal |
| Seizoen | Club            | Land               | Competitie         | Wed.       | Dlp.       | Wed.  | Dlp.  | Wed.     | Dlp.     | Wed.     | Dlp.     | Wed.   | Dlp.   |
| ------- | --------------- | ------------------ | ------------------ | ---------- | ---------- | ----- | ----- | -------- | -------- | -------- | -------- | ------ | ------ |
| 2013/14 | Standard Luik   | Vlag van België    | Jupiler Pro League | 2          | 0          | 0     | 0     | —        | —        | 1        | 1        | 3      | 1      |
| 2014/15 | Standard Luik   | Vlag van België    | Jupiler Pro League | 4          | 1          | 0     | 0     | —        | —        | 4        | 1        | 8      | 2      |
| 2014/15 | → AJ Auxerre    | Vlag van Frankrijk | Ligue 2            | 8          | 3          | 1     | 1     | —        | —        | —        | —        | 9      | 4      |
| 2015/16 | → Sint-Truiden  | Vlag van België    | Jupiler Pro League | 9          | 2          | 1     | 0     | —        | —        | —        | —        | 10     | 2      |
| 2015/16 | → FC Sochaux    | Vlag van Frankrijk | Ligue 2            | 11         | 1          | 3     | 0     | —        | —        | —        | —        | 14     | 1      |
| 2016/17 | Örebro SK       | Vlag van Zweden    | Allsvenskan        | 4          | 0          | 2     | 0     | —        | —        | —        | —        | 6      | 0      |
| 2017/18 | Excel Moeskroen | Vlag van België    | Jupiler Pro League | 16         | 2          | 2     | 0     | —        | —        | —        | —        | 18     | 2      |
| 2018/19 | Excel Moeskroen | Vlag van België    | Jupiler Pro League | 14         | 1          | 2     | 1     | —        | —        | —        | —        | 16     | 2      |
| 2018/19 | OH Leuven       | Vlag van België    | Proximus League    | 10         | 2          | 0     | 0     | —        | —        | —        | —        | 10     | 2      |
| TOTAAL  | TOTAAL          | TOTAAL             | TOTAAL             | 78         | 12         | 11    | 2     | 0        | 0        | 5        | 2        | 94     | 16     |

1 Delavalée ·
2 Duplus ·
4 Gueye ·
6 Dekuyper ·
7 Tainmont ·
8 Bourdouxhe ·
9 Postolachi ·
10 Bakić ·
11 Mohamed ·
14 Faraj ·
15 Lepoint  ·
16 Mayoka-Tika ·
17 Dione ·
19 Vroman ·
20 Lucas ·
21 Gillekens ·
22 Bocat ·
24 Henry ·
25 Diandy ·
26 Silvestre ·
28 Angiulli ·
29 Badibanga ·
30 Carcela ·
32 Gnohéré ·
35 Mandanda ·
40 Simba ·
70 Tabekou ·
Myny ·
Giunta ·
Coach: Jeunechamps